# Encholirium maximum
Encholirium maximum là một loài thực vật có hoa trong họ Bromeliaceae. Loài này được Forzza & Leme mô tả khoa học đầu tiên năm 2002.